# La Quinzaine coloniale (1897)
Pour les articles homonymes, voir La Quinzaine coloniale.
La Quinzaine coloniale est une revue française de l'Union coloniale française, à parution bimensuelle créée en 1897 et disparue en 1914. Ce titre de presse est l'un des pôles important du réseau informationnel du parti colonial.

## Histoire

### Création
La revue est fondée en 1897 par l'Union coloniale française. Elle succède en 1897 au Bulletin de l'Union colonial française.

### Disparition
Le titre arrête sa publication en 1914.

## Positionnement et influence
Cette revue porte les volontés expansionnistes coloniales sur l'Afrique. Elle était une référence dans le milieu colonial français

### Thématiques
La revue s'axe sur la valorisation de l'action coloniale française, et s'intéresse de manière forte à l'Afrique du Nord (Algérie, Maroc, Tunisie).
La revue publie la liste des permis de recherches minières des colonies françaises. À partir de mars 1902 elle publie des demandes d'emploi.

## Finances
La revue coûtait le double de ses recettes.

## Nom

### Chronologie des noms de la revue de l'Union coloniale française
- Bulletin de l'Union coloniale française (1894-1896)[4]
- La Quinzaine coloniale (1897-1914)[4]
- Bulletin de l'Union coloniale française (1923-1927)[4]
- La Quinzaine coloniale (1928-1937)[5],[4]
- Revue française d'Outre-mer (1938-1939)[4]

L'Union coloniale française disparait en 1943 et les organisations née de cette disparition publient les revues suivantes :
- Bulletin du Comité de l'Empire français (1945-1948)[4]
- Bulletin de la France d'outre-mer (1948-1950)[4]
- La Nouvelle revue française d'outre-mer (1950-1958)[4]
- Communautés & continents : nouvelle revue française d'outre-mer (1959-1981)[4]